# Lucăcești, Bacău
Lucăcești a fost o comună formată din satele Lucăcești (în maghiară Lukácsfalva) și Valea Arinilor.

## Etimologie
Denumirea satului de reședință provine de la maghiarul Lukácsfalva, menționat astfel de către administratorul apostolic Marco Bandini, în 1646.

## Istoric
În Dicționarul geografic al județului Bacău (1895) al Ortensiei Racoviță, satul Lucăcești (denumit și Titești) se afla în plasa Muntelui și cu reședința în comuna Valea-Arininilor. Satul se afla situat în dreapta râului Tazlăul Sărat, pe deal și aproape de drumul Bacău–Moinești.
La nivelul anului 1891 exista o școală românească mixtă unde au urmat cursurile 14 băieți din 76 de copii de vârstă școlară. Existau 160 de capi de familie dintr-o populație totală de 636 de oameni; 15 cai, 343 de cornute, 81 de porci și 113 capre. Exista o biserică ortodoxă clădită în anul 1857 de către locuitori și deservită de un preot și doi cântăreți, 6 cârciumi, iar casele considerate ordonate și poziționate. În zonă se afla schitul Lucăcești sau Tazlău.
Moșia Lucăcești, din comuna Valea-Arinilor, avea suprafața de 12 000 de hectare și aparținea statului, fiind arendată pentru suma anuală de 4000 de lei. În trecut aparținuse de Mănăstirea Bistrița din Ținutul Neamțului. Pădurea Lucăcești din proprietatea statului avea o suprafață de 11 944 de hectare, compusă în mare din conifere, cu plan de exploatare parțială.